# Логика научного исследования
«Логика научного исследования» (нем. Logik der Forschung) — эпистемологический трактат англо-австрийского философа еврейского происхождения Карла Поппера, написанный в 1934. Основная проблема — проблема демаркации науки от вненаучных форм знания. Поппер вводит принцип фальсифицируемости научного знания, интерсубъективного характера истины и внерациональности научных постулатов.

## Структура

### Часть 1. Введение в логику науки
Поппер начинает с утверждения, что «деятельность ученого заключается в выдвижении и проверке теорий» (50), а «логика научного исследования» занимается исследованием этого процесса. Анализируется проблема индукции, суть которой состоит в невозможности полного обобщения единичного опыта, сформулированного в частных или «сингулярных высказываниях» («протокольных предложениях»). Например, утверждение «все лебеди белые» не может быть выведено из обобщения частных высказываний о том, что некоторое множество лебедей действительно имеет белый цвет. Таким образом, индуктивный метод в науке несовершенен. Ему противостоит «дедуктивный метод проверки», согласно которому гипотеза проверяется эмпирически уже после её формулирования. Существует четыре критерия, по которым можно проверить научную теорию (53):
1. «Внутренняя непротиворечивость системы»
2. Исключение тавтологии.
3. Новизна «несет ли новая теория вклад в научный прогресс».
4. Эмпирическая проверка логических следствий.

Если проверка пройдена, то теория может считаться приемлемой или верифицируемой, а если нет, то фальсифицируемой. Однако процедура верификации не свидетельствует об истинности теории. «Теории никогда эмпирически не верифицируемы» (62).
Далее, Поппер переходит к проблеме демаркации или специфики науки. Разделяется мнение позитивистов об «эмпирическом базисе» научного знания, однако подвергается сомнению их критика метафизики за отрицание универсальных высказываний, лежащих в основе научных законов. Предельному эмпирическому догматизму и антиметафизической позиции Поппер противопоставляет конвенциональность, часто имеющую иррациональный характер. Метафизика не только препятствовала прогрессу науки, но и способствовала ему (например, атомизм — 60). Кроме того, устаревшая наука может сама превратиться в метафизику. Тем не менее, Поппер признает, что наука имеет эмпирический фундамент, то есть исходит из описания мира возможного опыта и допускает «возможность опытной её проверки». Отсюда «не верифицируемость, а фальсифицируемость системы следует рассматривать в качестве критерия демаркации» или, другими словами, «эмпирическая система должна допускать опровержение на основании опыта» (63). Но этот критерий не позитивный (как у позитивистов), а негативный. Касаясь проблемы объективности науки, Поппер утверждает, что она «основана на возможности их интерсубъективной проверки» (68). При этом в науке нет места «окончательно установленным высказываниям».
Поппер отождествляет эпистемологию, «логику научного исследования» и «теорию научного метода» (73). Далее, он повторяет, что благодаря опровержениям осуществляется прогресс науки. Однако он подчеркивает, что речь идет исключительно об антидогматической, критической установке ученого, так как «окончательного опровержения теории вообще нельзя провести, так как всегда возможно заявить, что экспериментальные результаты ненадежны» (74).

### Часть 2. Некоторые структурные компоненты эмпирической теории
Поппер определяет логику научного знания как «теорию теорий» . В целом «теории — это сети, предназначенные улавливать то, что мы называем миром» (82), тогда как научные теории (в том числе законы природы) — это «универсальные высказывания». Универсальным высказываниям противостоят относительные или экзистенциальные высказывания. В науках универсальные высказывания носят нормативный характер, они утверждают не то, что нечто существует, а то, что нечто не существует. Именно поэтому законы природы фальсифицируемы, а экзистенциальные высказывания нет. Касаясь внеэмпирического содержания науки, Поппер детально останавливается на аксиомах или постулатах — «высказываниях высшего уровня универсальности» (102). Соответственно, «высказываниями низшего уровня универсальности» окажутся гипотезы.

## Цитаты
- Деятельность ученого заключается в выдвижении и проверке теорий.
- Эмпирические науки — это системы теорий.
- Теории — это сети, предназначенные улавливать то, что мы называем «миром», для осознания, объяснения и овладения им.

## Русскоязычные переводы
- Карл Поппер, Логика научного исследования, Республика, 2004[1], перевод ряда авторов под общей редакцией В. Н. Садовского, выполнен с четвертого английского издания 1980 года (репринт 1995 года)[2]
- Карл Поппер «Логика научного исследования». – М.: АТС: Астрель, 2010.[3]